# Penicillidia oligacantha
Penicillidia oligacantha är en tvåvingeart som beskrevs av Oskar Theodor 1963. Penicillidia oligacantha ingår i släktet Penicillidia och familjen lusflugor. Inga underarter finns listade i Catalogue of Life.